# António de Almeida Santos

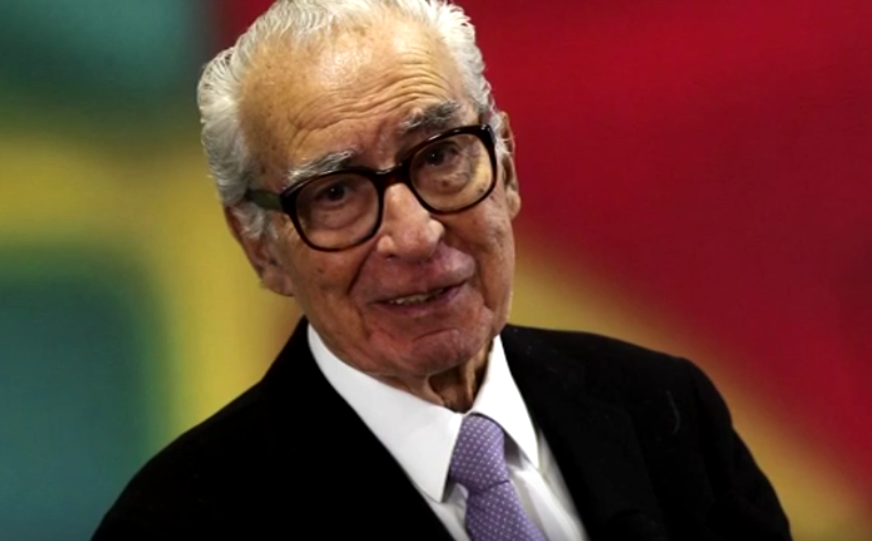
António de Almeida Santos

António de Almeida Santos (* 15. Februar 1926 in Cabeça, Concelho Seia; † 18. Januar 2016 in Oeiras) war ein Jurist und der Partido Socialista (PS) angehörender portugiesischer Politiker.

## Leben
Almeida Santos wuchs in der Freguesia Vide bei Seia auf. Mit achtzehn Jahren begann er ein Studium der Rechtswissenschaften an der Universität Coimbra, das er 1950 abschloss. In Coimbra betätigte er sich auch als singender Gitarrespieler; eines seiner Stücke hieß Variações em ré menor/Variationen in d-Moll.
1953 ließ er sich in Mosambik nieder und betrieb mehr als zwanzig Jahre eine Anwaltskanzlei. Er gehörte in Maputo (seinerzeit Lourenço Marques) der Gruppierung Demócratas de Moçambique an. Zweimal wurde er Kandidat für die Wahlen zur Nationalversammlung (Assembleia Nacional) auf einer Liste der demokratischen Opposition, beide Male wurde die Kandidatur durch Verwaltungsakte der Kolonialbehörde gestrichen.
Nach dem Beginn der Nelkenrevolution am 25. April 1974 kehrte er auf Einladung des damaligen Präsidenten der Republik António de Spínola nach Portugal zurück. Unter anderem war er bei dem Versuch der Regelung des Übergangs Angolas in die staatliche Unabhängigkeit im Alvor-Übereinkommen Mitte Januar 1975 zugegen.
Es schloss sich eine steile politische Karriere an. Er wurde neben anderen Aufgaben und Ämtern:
- Minister für Koordination interterritorialer Angelegenheiten in den provisorischen Übergangsregierungen I bis IV
- Minister für Soziales in der provisorischen Übergangsregierung VI
- Justizminister im Kabinett Soares I (30. Juli 1976 – 9. Dezember 1977)
- Dem Premierminister zugeordneter Minister ohne Geschäftsbereich (vergleichbar dem deutschen Kanzleramtsminister) im Kabinett Soares II (war dabei 1982 an der Verfassungsänderung beteiligt, die den Revolutionsrat – Conselho da Revolução – strich)
- Staats-Minister in der 9. portugiesischen Regierung (18. Juni 1983 – 8. November 1985)
- Parlamentspräsident der Assembleia da República (1995–1999; 1999–2002)
- Interims-Generalsekretär der Sozialistischen Partei (1986)

Er bezog auch in fortgeschrittenem Alter politisch Stellung. So verteidigte er im Mai 2011 die Rücktrittsankündigung von José Sócrates für den Fall seiner Wahlniederlage.

## Auszeichnungen
Almeida Santos war Träger des Ordem da Liberdade, verliehen 2004 von Präsident Jorge Sampaio. 2003 erhielt er den Nord-Süd-Preis des Europarates.